# Ноћ страве (филм из 2011)
Ноћ страве (енгл. Fright Night) амерички је хорор филм са елементима црног хумора из 2011. године, редитеља Крејга Гилеспија са Антоном Јелчином, Колином Фарелом, Дејвидом Тенантом, Имоџен Путс, Кристофером Минцом Пласом, Тони Колет и Дејвом Франком у главним улогама. Представља трећи део серијала Ноћ страве и римејк истоименог филма из 1985. Радња прати тинејџера, Чарлија Брустера, који постаје убеђен да је његов нови комшија заправо вампир.
Музику за филм је компоновао познати немачки композитор Рамин Џавади, а Стивен Спилберг је учествовао у писању сценарија и монтажи. Снимање је почело 26. јула 2010. у Рио Ранчу, Нови Мексико. Јелчин и Путс су касније поновили сарадњу на још једном хорору, Зелена соба (2015). Филм је премијерно приказан 14. августа 2011, у дистрибуцији студија Волт Дизни моушн пикчерс. Иако је остварио осредњи комерцијални успех, филм је изазвао позитивне реакције публике и критичара.
Две године касније снимљен је још један наставак, под насловом Ноћ страве 2: Нова крв, који је по причи заправо био још један римејк оригиналног филма из 1985.

## Радња
Чарли Брустер је тинејџер који живи са својом мајком у Лос Анђелесу. Највише времена проводи са најбољим другом Едом Томпсоном и девојком Ејми Питерсон. Њихови животи се нагло промене када Чарли постане убеђен да је његов нови комшија, Џери Дендриџ, заправо вампир који је одговоран за смрт неколико девојака из њиховог суседства. Ејми и Ед траже помоћ од познатог мађионичара и „експерта за вампире”, Питера Винсента, како би он разуверио Чарлија. Међутим, испоставља се да је Чарли био у праву.

## Улоге
| Глумац              | Улога                   |
| ------------------- | ----------------------- |
| Антон Јелчин        | Чарли Брустер           |
| Колин Фарел         | Џери Дендриџ            |
| Дејвид Тенант       | Питер Винсент           |
| Имоџен Путс         | Ејми Питерсон           |
| Кристофер Минц Плас | Едвард „Зли Ед” Томпсон |
| Тони Колет          | Џејн Брустер            |
| Дејв Франко         | Марк                    |
| Рид Јуинг           | Бен                     |
| Сандра Вергара      | Џинџер                  |
| Лиса Лоуб           | Викторија Ли            |
| Брајан Хаски        | Рик Ли                  |
| Грејс Фипс          | Би                      |
| Ди Бредли Бејкер    | глас вампира            |
| Крис Сарандон       | Џеј Ди                  |